# Dover (Delaware)
Dover je hlavní a druhé největší město v americkém státu Delaware. Leží na řece St. Jones v pobřežní nížině řeky Delaware. Pojmenoval ho William Penn podle města Dover v hrabství Kent v Anglii. V roce 2010 mělo město 36 047 obyvatel.

## Historie
Město bylo založeno v roce 1683 Williamem Pennem, majitelem území obecně známého jako "Nižší okresy na Delaware", jako soudní město pro nově vzniklý okres Kent. Později, v roce 1717, bylo město oficiálně vytyčeno zvláštní komisí Delawarského shromáždění. Hlavní město státu Delaware se v roce 1777 přemístilo z New Castle kvůli centrální poloze Doveru a relativní bezpečnosti proti britským nájezdníkům na řece Delaware. Centrální náměstí města, známé jako Zelené, bylo místem mnoha závodů, přehlídek zbraní a jiných patriotských událostí. Do dneška zůstává Zelené náměstí srdcem doverského historického obvodu a je místem Delawarského nejvyššího soudu a Soudního dvora okresu Kent.
Dover je znám především jako domov Caesara Rodneyho, oblíbeného válečného lídra státu Delaware v dobách americké revoluce. Je známo, že byl pohřben mimo Dover, ale přesná poloha jeho hrobu není známa. Na jeho počest byl na hřbitově křesťanského episkopálního kostela na Zeleném náměstí v Doveru vztyčen památník.
Dover a okres Kent byly rozděleny kvůli otázce otroctví a byly zastávkou na Underground Railroad, kvůli své poloze uprostřed cesty mezi otrokářským Marylandem a svobodnou Pensylvánií a New Jersey. Byl také domovem velké komunity kvakerů, jež podpořila emancipační snahy na začátku 19. století. V této oblasti bylo pouze velmi málo otroků, ale instituce otroctví byla podporovaná, když ne praktikovaná, malou většinou, která trvala na jejím pokračování.

## Demografie
Podle sčítání lidu z roku 2010 zde žilo 36 047 obyvatel.

### Rasové složení
- 48,3% Bílí Američané
- 42,2% Afroameričané
- 0,5% Američtí indiáni
- 2,7% Asijští Američané
- 0,1% Pacifičtí ostrované
- 2,1% Jiná rasa
- 4,1% Dvě nebo více ras

Obyvatelé hispánského nebo latinskoamerického původu, bez ohledu na rasu, tvořili 6,6% populace.

## Osobnosti města
- Annie Jumpová Cannonová (1863 – 1941), astronomka
- Teri Polo (* 1969), herečka